# Unsere Liebe Frau von Walsingham

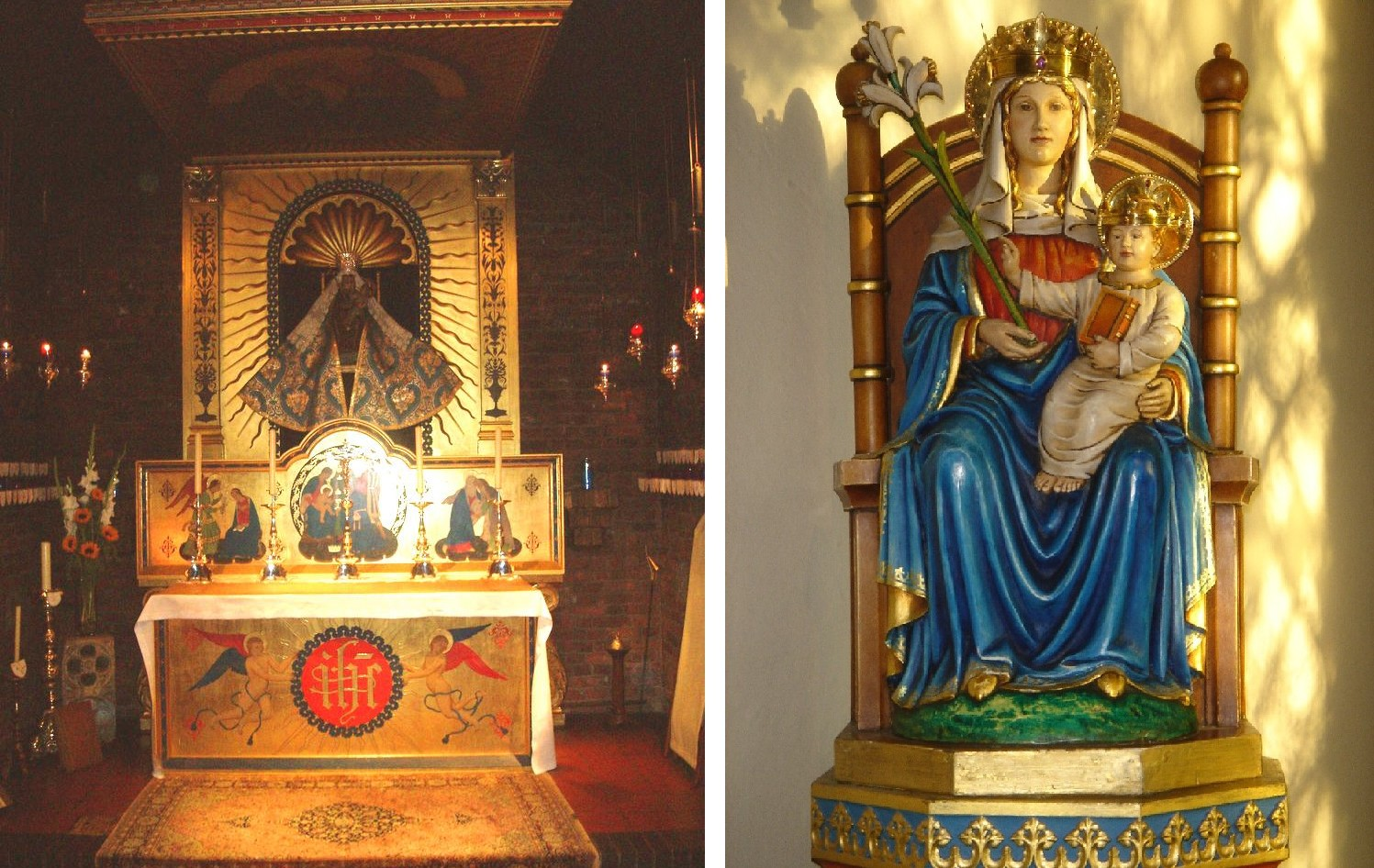
Das anglikanische Marienbild von 1922 im Walsingham Shrine und das katholische Marienbild von 1954 in der Basilika Unserer Lieben Frau von Walsingham

Unter der Anrufung Unsere Liebe Frau von Walsingham (Our Lady of Walsingham) wird die Jungfrau Maria seit dem 11. Jahrhundert – mit Unterbrechung vom 16. bis zum 19. Jahrhundert – in Walsingham, Norfolk, und darüber hinaus in ganz England und der englischsprachigen Welt verehrt.

## Marienerscheinung und mittelalterliche Wallfahrt
Als Gründerin des Wallfahrtsorts gilt die angelsächsische Adlige Richeldis de Faverches. Ihr erschien im Jahr 1061 in einer Vision die Gottesmutter, zeigte ihr das Haus der Heiligen Familie in Nazaret und beauftragte sie, dieses Haus in Norfolk nachzubauen. Das neue Heiligtum in Walsingham wurde, nach Canterbury, zur zweitwichtigsten Wallfahrtsstätte Englands vor allem für jene, die sich eine Pilgerfahrt ins Heilige Land, nach Rom oder Santiago de Compostela nicht leisten konnten. 1150 wurde neben dem „Heiligen Haus“ ein Augustiner-Chorherrenstift gegründet. Im Hoch- und Spätmittelalter besuchten zahlreiche Könige und Königinnen von England und Schottland den Ort. 1513 kam Erasmus von Rotterdam nach Walsingham und hinterließ eine beeindruckende Schilderung.

## Zerstörung in der Reformation
Nach der Abspaltung der englischen Kirche von Rom durch Heinrich VIII. – der noch selbst als Pilger nach Walsingham gekommen war – wurden das Marienheiligtum und die Stiftskirche im Jahr 1538 zerstört. Das Gnadenbild der Muttergottes und andere Ausstattungsstücke wurden nach London gebracht und verbrannt.

## Basilika Unserer Lieben Frau von Walsingham

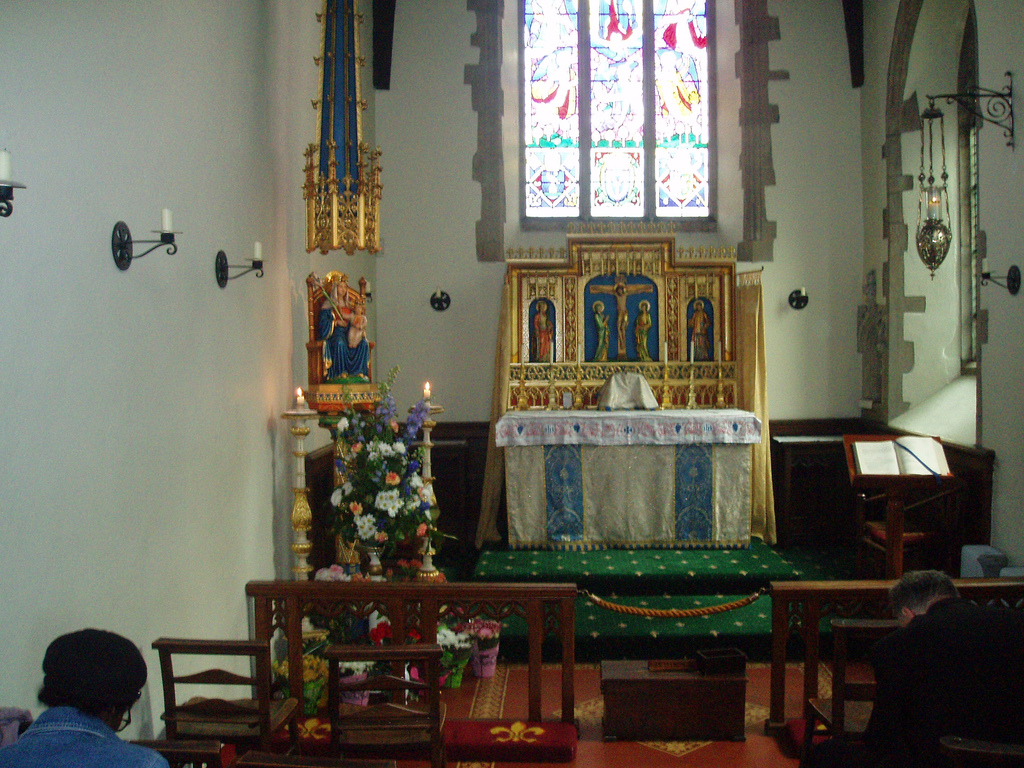
Inneres der Slipper Chapel; links das Marienbild

Nachdem im 19. Jahrhundert in England wieder römisch-katholische Gemeinden und Bistümer entstanden waren, erwachte die Erinnerung an Walsingham. 1896 kaufte die Konvertitin Charlotte Boyd die sogenannte Slipper Chapel, die der hl. Katharina geweiht war. Diese war 1340 als letzte Pilgerkapelle anderthalb Kilometer vor Walsingham erbaut worden und seit der Reformation umgenutzt und verfallen. 1897 erhob Papst Leo XIII. die Pfarrkirche in King’s Lynn, etwa 40 km von Walsingham entfernt, zum Heiligtum Unserer Lieben Frau von Walsingham, und die Wallfahrten wurden wieder aufgenommen. Am 15. August 1934 feierte Francis Kardinal Bourne in der Slipper Chapel mit 10.000 Pilgern die erste heilige Messe und verlegte das Heiligtum hierher (52° 52′ 52″ N, 0° 51′ 12″ O). Nach der Erhebung der Kapelle zur Basilica minor im Jahre 2015 wird sie Basilika Unserer Lieben Frau von Walsingham genannt.
Am 15. August 1954 wurde das von Marcel Barbeau geschaffene neue Marienbild von dem apostolischen Legaten Gerald Patrick O’Hara feierlich gekrönt, dabei waren mehrere tausend Gläubige anwesend. Diese Statue wurde auch 1982 von Papst Johannes Paul II. in Wembley im Rahmen seines Englandbesuchs gesegnet. Im selben Jahr entstand bei der Slipper Chapel die Versöhnungskapelle (Chapel of Reconciliation), die 500 Menschen fasst und bei größeren Feiern zum Wallfahrtsgelände hin geöffnet werden kann (52° 52′ 49,9″ N, 0° 51′ 9,5″ O). 

## Anglikanische Wiederbelebung

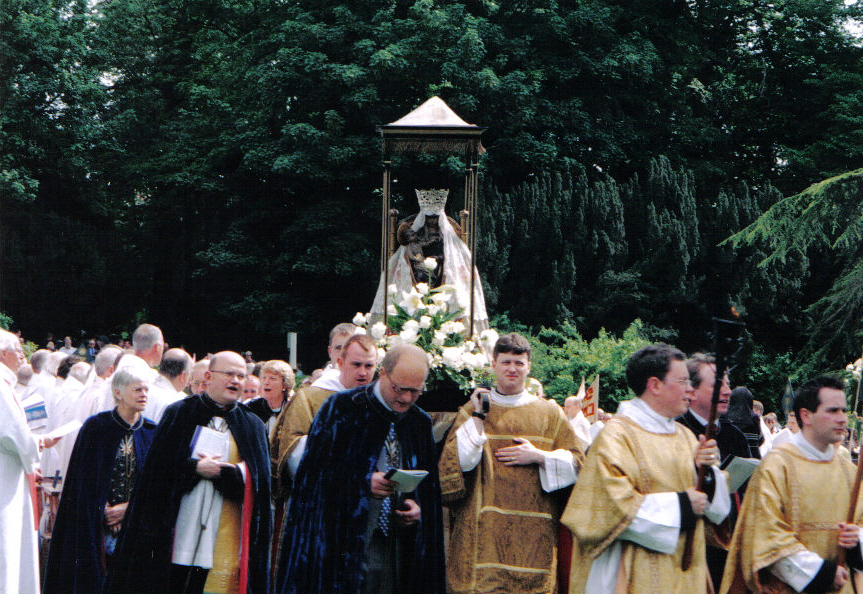
Anglikanische Marienprozession in Walsingham (2003)

1921 wurde Alfred Hope-Patten Pfarrer von Walsingham und setzte sich für die Wiederherstellung des Heiligtums ein. 1922 wurde in der anglikanischen Pfarrkirche eine Statue Unserer Lieben Frau von Walsingham aufgestellt und 1923 fand die erste Wallfahrt statt. 1931 wurde das Marienheiligtum an der historischen Stelle als anglikanischer Wallfahrtsort wieder errichtet (52° 53′ 40,2″ N, 0° 52′ 26,2″ O).

## Gemeinschaft Unserer Lieben Frau von Walsingham
2004 wurde die Gemeinschaft Unserer Lieben Frau von Walsingham gegründet, und 2011 unterstellte Papst Benedikt XVI. das neue Personalordinariat für die anglikanischen Konvertiten dem Patronat unser Lieben Frau von Walsingham. Auch die Hauptkirche des nordamerikanischen Personalordinariats Kathedra Petri in Houston hat das Patrozinium Unserer Lieben Frau von Walsingham.